# Joan Dewhirst
Joan Dewhirst é uma ex-patinadora artística britânica, que competiu na dança no gelo. Com John Slater ela conquistou duas medalhas de prata em campeonatos mundiais.

## Principais resultados

### Com John Slater
| Resultados         | Resultados       | Resultados       | Resultados    | Resultados    | Resultados    | Resultados    | Resultados    | Resultados    | Resultados    | Resultados    | Resultados    | Resultados    | Resultados    | Resultados    | Resultados    |  |
| Internacional      | Internacional    | Internacional    | Internacional | Internacional | Internacional | Internacional | Internacional | Internacional | Internacional | Internacional | Internacional | Internacional | Internacional | Internacional | Internacional |  |
| Evento/Temporada   | 1951– 1952       | 1952– 1953       |               |               |               |               |               |               |               |               |               |               |               |               |               |  |
| ------------------ | ---------------- | ---------------- | ------------- | ------------- | ------------- | ------------- | ------------- | ------------- | ------------- | ------------- | ------------- | ------------- | ------------- | ------------- | ------------- |  |
| Campeonato Mundial | Medalha de prata | Medalha de prata |               |               |               |               |               |               |               |               |               |               |               |               |               |  |
|                    |                  |                  |               |               |               |               |               |               |               |               |               |               |               |               |               |  |